# 江文漢
江文漢（1908年6月5日—1984年9月7日）湖南长沙人，中华民国及中华人民共和国基督教学者。

## 生平
1930年，江文漢毕业于南京金陵大学历史系。1935年，获得美国宾夕法尼亚大学历史学硕士学位。1947年，江文漢获得美国哥伦比亚大学哲学博士学位。江文漢曾担任中华基督教学生同盟副主席兼东南亚学生同盟副主席、中华基督教青年会全国学生救济委员会执行干事。
1939年6月，中华基督教青年会全国协会在北美协会的授意之下，派江文汉、梁小初、费吴生（George Fitch，美国籍）一行三人赴延安，为在那里设立“青年会服务处”进行了三天调查访问。中国共产党方面对此非常重视，毛泽东等中共领导人亲自接见了访问团成员，并且进行长谈。
中华人民共和国成立后，江文漢历任中华基督教青年会全国协会副总干事、中国基督教协会第一副会长。他还曾任上海社会科学院历史研究所特约研究员，第五、六届上海市政协委员。
1983年12月22日，江文漢写成《回忆延安之行》一文。后经其儿子江肖文牧师推荐，刊登于2008年第13期《天风》杂志。
1984年9月7日，江文漢逝世。

## 著作
- 《中国古代基督教及开封犹太人》